# The Information
The Information é o décimo álbum de estúdio do cantor Beck, lançado a 3 de outubro de 2006.
Em julho de 2008, o disco tinha vendido 434 mil cópias nos Estados Unidos.

## Faixas
Todas as músicas por Beck, exceto onde anotado.
1. "Elevator Music" – 3:38
2. "Think I'm in Love" – 3:20
3. "Cellphone's Dead" – 4:46
4. "Strange Apparition" – 3:48
5. "Soldier Jane" (Beck, Nigel Godrich) – 3:59
6. "Nausea" – 2:55
7. "New Round" – 3:26
8. "Dark Star" – 3:45
9. "We Dance Alone" – 3:57
10. "No Complaints" – 3:00
11. "1000BPM" – 2:32
12. "Motorcade" (Beck, Godrich) – 4:15
13. "The Information" – 3:46
14. "Movie Theme" (Beck, Godrich) – 3:53
15. "The Horrible Fanfare/Landslide/Exoskeleton" (Beck, Godrich) – 10:36

## Paradas
| Ano  | Parada              | Posição |
| ---- | ------------------- | ------- |
| 2006 | Billboard 200       | 7       |
| 2006 | Top Canadian Albums | 6       |
| 2006 | Top Internet Albums | 7       |